# Atletica leggera femminile ai Giochi della XXIV Olimpiade
Ai Giochi della XXIV Olimpiade di Seul 1988 sono stati assegnati 18 titoli nell'atletica leggera femminile.

## Calendario
| Gare                    |                         |             |             |   |            |            |                   |                   |    |    |  |
|                         | 100 m                   | 100 m       |             |   | 200 m      | 200 m      | Staffetta 4x100 m | Staffetta 4x100 m | 18 |    |  |
| 400 m                   | 400 m                   | 400 m       | 400 m       |   |            |            | Staffetta 4x400 m | Staffetta 4x400 m | 18 |    |  |
|                         | 800 m                   | 800 m       | 800 m       |   |            | 1500 m     |                   | 1500 m            | 18 |    |  |
| 3000 m                  |                         | 3000 m      | 10000 m     |   |            |            | 10000 m           |                   | 18 |    |  |
| Maratona                |                         | 400 m ost.  | 400 m ost.  |   | 400 m ost. | 100 m ost. | 100 m ost.        |                   | 18 |    |  |
|                         |                         |             |             |   |            | Alto       | Alto              |                   | 18 |    |  |
|                         |                         | Giavellotto | Giavellotto |   | Lungo      | Lungo      | Peso              | Peso              | 18 |    |  |
| Eptathlon (1ª giornata) | Eptathlon (2ª giornata) |             |             |   | Disco      | Disco      |                   |                   | 18 |    |  |
|                         |                         |             |             |   |            |            |                   |                   |    |    |  |
| Titoli                  | 1                       | 1           | 2           | 3 | -          | 1          | 3                 | 3                 | 4  | 18 |  |

|  | Qualificazioni |  | Finali |

Come nell'edizione precedente, il programma femminile termina un giorno prima di quello degli uomini (cioè sabato 1º ottobre) poiché domenica 2 è in programma solo la maratona maschile.
Da Montréal 1976 i 400 piani si corrono su tre turni: a Seul viene aggiunto un quarto turno; viene tolto il giorno di riposo negli 800 metri tra semifinali e finale (era stato inserito a Monaco 1972).
La staffetta 4x100, dopo due edizioni (1980 e 1984) nelle quali si è svolta in un giorno,
torna a svolgersi in due giorni.

Vengono arretrate due corse:
- La maratona, che si svolge nella prima giornata di gare;
- I 3000 metri, che vengono spostati nella prima parte del programma, in modo da consentire l'accoppiata con i 1500 metri.

La nuova gara, i 10000 metri, viene inserita nella seconda parte. La ripartizione delle gare di corsa in pista (esclusi gli ostacoli) è ora la seguente:
| Prima parte | Seconda parte |
| ----------- | ------------- |
| 100 metri   | 200 metri     |
| 400 metri   |               |
| 800 metri   | 1500 metri    |
| 3000 metri  | 10.000 metri  |

Nel complesso, nella prima parte del programma si assegnano solo sette titoli, contro gli undici assegnati nella seconda parte.

## Nuovi record
I tre record mondiali sono, per definizione, anche record olimpici.
| Fanno il loro esordio:   |                      | 10.000 metri                                                                           |
| Nuovo record mondiale in | 3 specialità:        | 200 m, 4x400 ed eptathlon                                                              |
| Nuovo record olimpico in | altre 11 specialità: | 100 m, 400 m, 1500 m, 3000 m, 10.000 m, 100 h, 400 h, alto, lungo, disco e giavellotto |

## Risultati delle gare
| Specialità | Oro                                                                                                   | Risultato | Argento | Risultato | Bronzo                                                                                        | Risultato | Dettagli            |
| --- | --- | --------- | --- | --------- | --------------------------------------------------------------------------------------------- | --------- | ------------------- |
| 100 m | Florence Griffith-Joyner                                                                              | 10"54 v   | Evelyn Ashford | 10"83 v   | Heike Drechsler                                                                               | 10"85 v   | Classifica completa |
| 200 m | Florence Griffith-Joyner                                                                              | 21"34     | Grace Jackson | 21"72     | Heike Drechsler                                                                               | 21"95     | Classifica completa |
| 400 m | Ol'ha Bryzhina                                                                                        | 48"65     | Petra Müller | 49"45     | Ol'ga Nazarova                                                                                | 49"90     | Classifica completa |
| 800 m | Sigrun Wodars                                                                                         | 1'56"10   | Christine Wachtel | 1'56"64   | Kim Gallagher                                                                                 | 1'56"91   | Classifica completa |
| 1.500 m | Paula Ivan                                                                                            | 3'53"96   | Laimutė Baikauskaitė                                                                                                 | 4'00"24   | Tat'jana Samolenko                                                                            | 4'00"30   | Classifica completa |
| 3.000 m | Tat'jana Samolenko                                                                                    | 8'26"53   | Paula Ivan | 8'27"15   | Yvonne Murray                                                                                 | 8'29"02   | Classifica completa |
| 10.000 m | Ol'ga Bondarenko                                                                                      | 31'05"21  | Liz McColgan | 31'08"44  | Olena Župieva                                                                                 | 31'19"82  | Classifica completa |
| 100 m ostacoli | Jordanka Donkova                                                                                      | 12"38     | Gloria Siebert | 12"61     | Claudia Zackiewicz                                                                            | 12"75     | Classifica completa |
| 400 m ostacoli | Debbie Flintoff-King                                                                                  | 53"17     | Tat'jana Ledovskaja                                                                                                  | 53"18     | Ellen Fiedler                                                                                 | 53"63     | Classifica completa |
| Maratona | Rosa Mota                                                                                             | 2h25'40"  | Lisa Martin | 2h25'53"  | Katrin Dörre                                                                                  | 2h26'21"  | Classifica completa |
| Salto in alto | Louise Ritter                                                                                         | 2,03 m    | Stefka Kostadinova                                                                                                   | 2,01 m    | Tamara Bykova                                                                                 | 1,99 m    | Classifica completa |
| Salto in lungo | Jackie Joyner-Kersee                                                                                  | 7,40 m    | Heike Drechsler | 7,22 m    | Galina Čistjakova                                                                             | 7,11 m    | Classifica completa |
| Getto del peso | Natal'ja Lisovskaja                                                                                   | 22,24 m   | Kathrin Neimke | 21,07 m   | Li Meisu                                                                                      | 21,06 m   | Classifica completa |
| Lancio del disco | Martina Hellmann                                                                                      | 72,30 m   | Diana Gansky | 71,88 m   | Cvetanka Hristova                                                                             | 69,74 m   | Classifica completa |
| Lancio del giavellotto | Petra Felke                                                                                           | 74,68 m   | Fatima Whitbread | 70,32 m   | Beate Koch                                                                                    | 67,30 m   | Classifica completa |
| Eptathlon | Jackie Joyner-Kersee                                                                                  | 7.291 p.  | Sabine John | 6.897 p.  | Anke Behmer                                                                                   | 6.858 p.  | Classifica completa |
| Staffetta 4×100 m | Stati Uniti Alice Brown Sheila Echols Florence Griffith-Joyner Evelyn Ashford Dannette Young          | 41"98     | Germania Est Silke Möller Kerstin Behrendt Ingrid Auerswald Marlies Göhr                                             | 42"09     | Unione Sovietica Ljudmila Kondrat'eva Galina Mal'čugina Marina Schirova Natal'ja Pomoščnikova | 42"75     | Classifica completa |
| Staffetta 4×400 m | Unione Sovietica Tat'jana Ledovskaja Ol'ga Nazarova Marija Pinigina Ol'ha Bryzhina Ljudmyla Džyhalova | 3'15"18   | Stati Uniti Denean Howard Diane Dixon Valerie Brisco-Hooks Florence Griffith-Joyner Sherri Howard Lillie Leatherwood | 3'15"51   | Germania Est Dagmar Neubauer Kirsten Emmelmann Sabine Busch Petra Müller Grit Breuer          | 3'18"29   | Classifica completa |
| record mondiale; record olimpico; record mondiale stagionale; record africano; record asiatico; record europeo; record nord-centroamericano e caraibico; record sudamericano; record oceaniano; record nazionale; record personale; record personale stagionale. | |           | |           |                                                                                               |           |                     |

Statistiche
Delle quattordici vincitrici di gare individuali di Los Angeles (Valerie Brisco-Hooks trionfò su 200 e 400 metri), ben sette hanno abbandonato l'attività agonistica. In più Joan Benoit (maratona) non è attiva; Benita Fitzgerald (100 m ostacoli) è arrivata quarta alle selezioni americane; Doina Melinte (800 m) è passata ai 1500 m.
Si presentano a Seul per difendere il titolo quattro atlete: Evelyn Ashford (100 m), Valerie Brisco-Hooks (solo 400 metri), Claudia Losch (Getto del peso) e Tessa Sanderson (Giavellotto). Nessuna di loro riuscirà a confermarsi campionessa.

Sono cinque le primatiste mondiali che vincono la loro gara a Seul, nelle seguenti specialità: 100 metri, 100 m ostacoli, Getto del Peso, Giavellotto ed Eptathlon.
Nel 1987 si sono tenuti a Roma i Campionati mondiali di atletica leggera. Tutte le campionesse mondiali in carica si presentano ai Giochi. Sette vincono la loro gara a Seul, nelle seguenti specialità: 400 metri, 800 metri, 3000 m, Maratona, Getto del peso, Lancio del disco, Eptathlon e Salto in lungo (Jackie Joyner).
Nessuna atleta si presenta a Seul nella doppia veste di campionessa in carica e primatista mondiale. Invece quattro atlete partecipano nella doppia veste di campionessa del mondo e primatista mondiale: Ingrid Kristiansen (10.000) Stefka Kostadinova (Alto), Natal'ja Lisovskaja (Peso) e Jackie Joyner (Eptathlon). Le ultime due si confermano sul gradino più alto del podio.